# Okinawa (Okinawa)
Okinawa (沖縄市?, Okinawa-shi) è una città giapponese della prefettura di Okinawa e si trova nell'isola omonima.

## Sport

### Calcio
La città è rappresentata nella J3 League dal FC Ryūkyū, sodalizio fondato nel 2003.

### Impianti sportivi
- Okinawa Athletic Stadium, capienza 10.189.[1]